# Hannibal: El origen del mal
Hannibal: El origen del mal es una novela del escritor Thomas Harris y una precuela de la serie sobre su más famoso personaje, Hannibal Lecter. Cuenta los primeros años del icónico asesino en serie. 
Su lanzamiento tuvo lugar el 5 de diciembre de 2006, con una primera edición de por lo menos un millón y medio de copias La novela ha sido criticada tanto positiva como negativamente.

## Resumen del argumento
Lecter tiene ocho años de edad al inicio de la novela, en 1941, y vive en el Castillo Lecter en Lituania, cuando la invasión de la Unión Soviética, convierte a los países bálticos parte del más sangriento frente de la Segunda Guerra Mundial. Lecter, su hermana Mischa, y sus padres escapan a la cabaña de caza en los bosques para eludir el avance de las tropas alemanas. Luego de tres años, los nazis son obligados a retirarse de los países ahora ocupados por la Unión Soviética. Sin embargo durante su retirada, destruyen un tanque soviético que se había detenido en la cabaña de la familia Lecter buscando agua. La explosión mata a todos, excepto Hannibal y Mischa. Ellos sobreviven en la cabaña hasta que seis antiguos soldados lituanos, excolaboradores de los nazis, la asaltan y saquean. El líder es un hombre llamado Vladis Grutas. Al no encontrar comida, ellos matan y canibalizan a un niño que capturaron y mantuvieron encadenado en el granero, y a la hermana de Lecter, Mischa, para la desgracia y agonía del joven Hannibal, quien tiene que verla arrastrada, gritando su nombre y suspendida por sus brazos. Lecter es golpeado por un tronco, al mismo tiempo que oye un hacha acabar con la vida de Mischa. Él bloquea su mente, y es encontrado vagando y mudo por soldados soviéticos en un tanque, que lo devuelven al Castillo Lecter, que ahora es un orfanato soviético. 
Sin embargo, su tío, un pintor de renombre, lo visita y se lo lleva a vivir a Francia. La felicidad de su vida juntos es sesgada por la muerte del tío. La mayor parte del dinero del tío es usado en derechos de sucesión. Lecter pasa a vivir en condiciones estrechas con su tía política, Lady Murasaki, con quien desarrolla una relación especial. Mientras se encuentra en Francia, Lecter se destaca como estudiante de medicina. Comete su primer asesinato siendo adolescente al matar a un carnicero local que insultó a su tía. Hannibal es declarado sospechoso del crimen por el inspector Popil, un detective francés que también perdió su familia en la guerra. Gracias a la intervención de su tía, Lecter se libera de la responsabilidad del crimen. 
Lecter divide su tiempo entre la escuela de medicina en Francia y la cacería de aquellos que mataron y comieron a su hermana. Uno por uno, busca y encuentra a los hombres de Grutas, matándolos de las formas más creativas y espantosas posibles. Posteriormente, Popil arresta a Lecter, pero este es liberado gracias al apoyo popular por haber eliminado criminales de guerra, combinado con la falta de evidencia. La novela termina con Lecter dirigiéndose a Estados Unidos, donde comienza su residencia en el Hospital Johns Hopkins en Baltimore.

## Personajes
- Hannibal Lecter
- Lady Murasaki
- Inspector Popil
- Vladis Grutas
- Zigmas Milko
- Enrikas Dortlich
- Petras Kolnas
- Bronys Grentz
- Robert Lecter
- Mischa Lecter

## Los orígenes de la historia
La edición del 22 de febrero de 2007 de la revista Entertainment Weekly publicó una frase que sugería que la única razón por la que Thomas Harris escribió la novela era porque temía que una historia de los orígenes de Lecter podría ser escrita inevitablemente sin su participación. El productor del filme Hannibal, el origen del mal, Dino De Laurentiis, dijo: «Yo le dije a Thomas, 'Si no escribes la protosecuela, voy a hacerla con alguien más...No quiero perder esta franquicia y la audiencia la quiere...' Él dijo, 'No, lo siento.' Y le dije, 'Voy a hacerla con alguien más.' Y entonces él dio, 'Déjame pensar acerca de esto. Ya vendré con alguna idea». [cita requerida]
La adaptación cinematográfica fue dirigida por Peter Webber, quien anteriormente solo había dirigido otro largometraje: La joven de la perla. La película fue estrenada pocos meses después de la publicación del libro, el 16 de marzo de 2007.

## Otros nombres
Algunos otros títulos fueron considerados para la novela, como: The Blooding of Hannibal Lecter (El sangrado de Hannibal Lecter), Hannibal 4, Hannibal IV, The Lecter Variations (Las variaciones Lecter), The Lecter Variations: The Story of Young Hannibal Lecter (Las variaciones Lecter: La historia del joven Hannibal Lecter), Young Hannibal (Hannibal joven), The Adventures of Young Hannibal (Las aventuras del joven Hannibal) y Young Hannibal: Behind the Mask (Hannibal joven: Detrás de la máscara).

## Conexiones y contradicciones
- La fecha de nacimiento verdadera y documentada de Hannibal Lecter y su edad cuando su hermana muere no son consistentes. Se declara que él fabricó fechas para evitar su captura. La novela Hannibal afirma que él tenía seis años cuando su hermana murió.
- No se hace mención de la extraña condición de Lecter en su mano izquierda, donde tiene el dedo medio duplicado (polidactilia).
- En El dragón rojo, el protagonista Will Graham dice que, como un niño, Lecter mostraba sadismo hacia los animales. Sin embargo, en Hannibal: El origen del mal, Lecter muestra cierto grado de compasión hacia un grupo de cisnes y al caballo de su familia, y no hay mención de ninguna crueldad hacia los animales.
- En Hannibal, Lecter sueña haber visto los dientes de Mischa en una letrina luego de que los desertores la mataran. En Hannibal: El origen del mal, él tiene visiones similares, pero cuando luego visita los restos de Mischa, él nota que todos los dientes están intactos.